# Julián Vergara Medrano
Julián Vergara Medrano (Olite, 13 de setembre de 1913 - Pamplona, 8 de setembre de 1987) fou un futbolista navarrès de les dècades de 1930 i 1940. Va ser internacional amb la selecció espanyola.

## Trajectòria
Començà a jugar als clubs Acero Erri-Berri de la seva ciutat natal. Debutà amb el Club Atlético Osasuna el 13 de novembre de 1932, a segona divisió. El 1935 assolí l'ascens a primera divisió, tornant a segona el 1936. Durant la guerra civil ingressà al FC Barcelona, que pagà un traspàs de 80.000 pessetes. Jugà 13 partits de lliga i marcà 9 gols. El 1937 debutà juntament amb el també navarrès Luis Aranaz amb la selecció espanyola davant Portugal (1-2). Retornà a Osasuna i més tard anà al CE Constància d'Inca, on descendí a Tercera Divisió (1945) després del polèmic enfrontament amb el Mallorca, amb controvertit arbitratge de Cruellas, que anul·là dos gols als inquers (un dels quals, de Vergara). Acabà la seva carrera a la SD Escoriaza de Saragossa i al CD Tudelano.
Fou un destacat golejador. Marcà 29 gols en 34 partits a primera divisió. A més, marcà cinc gols en dos partits de lliga. El primer a segona divisió, l'11 de desembre de 1932 davant l'Atlètic de Madrid a l'estadi Metropolitano (1-5). El segon partit fou el 16 de febrer de 1936 al camp de San Juan de Pamplona, en una victòria per 6 a 1 sobre l'Espanyol, a primera divisió. El 1943 en un partit Osasuna-RSD Alcalá marcà 10 gols (12-1 final).